# Sonia Gumpert Melgosa
Sonia Gumpert Melgosa (Madrid, 1966) es una abogada española, experta en Derecho procesal y Derecho internacional privado. Fue la primera mujer decana del Colegio de Abogados de Madrid durante el mandato 2012-2017 y vicepresidenta primera del Consejo General de la Abogacía Española.

## Trayectoria
Se licenció en Derecho por la Universidad Autónoma de Madrid y cursó un Máster sobre las Comunidades Europeas. Se colegió en el Colegio de Abogados de Madrid en el año 1993 tras finalizar sus estudios, comenzó su trayectoria profesional especializándose en Derecho procesal en las ramas de civil y mercantil.
Ha sido docente del Instituto Superior de Derecho y Economía (ISDE). Fue decana del Colegio de Abogados de Madrid, desde el año 2012 hasta 2017 tras ganar las elecciones celebradas el 18 de diciembre, convirtiéndose en la primera mujer que ostentó ese cargo. Durante su mandato, organizó la celebración de varias ediciones del Congreso de la Abogacía Madrileña y se celebraron las primeras cinco ediciones de la Cumbre de Mujeres Juristas.
Ocupó el cargo de presidenta de la Unión Interprofesional de la Comunidad de Madrid (UICM) tras ganar las elecciones el 4 de abril de 2013. En la actualidad es socia directora de la firma Monereo Meyer Marinel-lo.

## Reconocimientos
Se convirtió en la primera mujer que ocupó el cargo de decana en el Colegio de Abogados de Madrid. Fue premiada con la Gran Cruz al mérito en el servicio de la Abogacía por el Pleno del Consejo en reconocimiento a su trabajo y dedicación al frente de la Junta de Gobierno del ICAM y como vicepresidenta de la Abogacía Española.También ha sido reconocida con la Cruz Distinguida de Primera Clase de San Raimundo de Peñafort, por su labor realizada y aportación al desarrollo y perfeccionamiento del Derecho y la Jurisprudencia.
Pronunció su último discurso institucional como decana al hacer entrega del cuadro oficial de la corporación profesional que cuenta con 424 años de trayectoria. El cuadro se encuentra expuesto en la Biblioteca del Colegio de Abogados de Madrid.